# レディオランド
『レディオランド』（Radioland）は、アメリカ合衆国の歌手ニコレット・ラーソンが1980年に発表した3作目のスタジオ・アルバム。

## 背景
前2作に引き続き、テッド・テンプルマンがプロデューサーを務め、ドゥービー・ブラザーズやリトル・フィートのメンバーもレコーディングに参加した。また、「ティアーズ、ティアーズ、モア・ティアーズ」でホーン・セクションを務めたジェリー・ジュモンヴィルとリー・ソーンバーグも、リトル・フィートの周辺人脈のプレイヤーである。「ロング・ディスタンス・ラヴ」はリトル・フィートのカヴァーで、1979年に死去したローウェル・ジョージに捧げられている。

## 反響・評価
アメリカでは合計12週にわたりBillboard 200入りして、1981年2月21日付のチャートで最高62位を記録した。
Bruce Ederはオールミュージックにおいて5点満点中3点を付け「大胆でメロディックな、ミッドテンポのカントリー風ポップ・ロック集」と評している。また、1981年2月23日付の『ピープル』誌のレビューでは「アラン・トゥーサンの"Tears, Tears and More Tears"のブルージーなカヴァー、過剰な哀歌とはなっていない故ローウェル・ジョージの"Long Distance Love"、ひたすら楽しさを追求した"Ooo-Eee"といった曲が突出している」と評されている。

## 収録曲
1. レディオランド - "Radioland" (Sumner Mering) - 3:08
2. ウー・イー - "Ooo-Eee" (Annie McLoone) - 3:28
3. 愛のゆくえ - "How Can We Go On" (Andrew Kastner) - 3:26
4. 想い出にさようなら - "When You Come Around" (A. Kastner, Larry John McNally, Nicolette Larson) - 2:52
5. ティアーズ、ティアーズ、モア・ティアーズ - "Tears, Tears and More Tears" (Allen Toussaint) - 3:45
6. 真心こめて - "Straight from the Heart" (A. Kastner) - 3:34
7. 貴方がいるから - "Been Gone Too Long" (Lauren Wood) - 3:25
8. フール・フォー・ラヴ - "Fool for Love" (Adam Mitchell) - 3:43
9. ロング・ディスタンス・ラヴ - "Long Distance Love" (Lowell George) - 2:57

## 参加ミュージシャン
- ニコレット・ラーソン - リード・ボーカル、バッキング・ボーカル
- ポール・バレア - ギター(on #1, #2, #5, #7, #8)
- ジョン・マクフィー - ギター(on #1, #2, #3, #4, #7, #8)
- パトリック・シモンズ - ギター・ソロ(on #1)
- アンドリュー・カストナー - ギター(on #3, #4, #6)
- フレッド・タケット - ギター(on #9)
- ダグ・リヴィングストン - ローズ・ピアノ(on #1, #2, #7, #8)
- ビル・ペイン - シンセサイザー(on #1, #4, #7)、キーボード(on #5)、オルガン(on #8)、ローズ・ピアノ(on #9)
- マーク・ジョーダン - キーボード(on #3, #6)、シンセサイザー(on #3)、ローズ・ピアノ(on #4)、オルガン(on #9)
- タイラン・ポーター - ベース(on #1, #2, #3, #4, #6, #7, #8)
- ボブ・グラウブ - ベース(on #5)
- クラウス・フォアマン - ベース(on #9)
- キース・ヌードセン - ドラムス(on #1, #2, #7, #8)
- リック・シュロッサー - ドラムス(on #3, #4, #5, #6, #9)
- ボビー・ラカインド - コンガ(#9を除く全曲)
- テッド・テンプルマン - パーカッション(on #1, #2, #3, #4, #5, #6, #7)、バッキング・ボーカル(on #2, #5, #6, #7, #8)
- リー・ソーンバーグ - トランペット(on #5)
- ジェリー・ジュモンヴィル - サクソフォーン(on #5)
- ジーン・メロス - サクソフォーン(on #6)
- リンダ・ロンシュタット - バッキング・ボーカル(on #2)
- モーリーン・マクドナルド - バッキング・ボーカル(on #3, #4, #5, #7)